# 茹羅明縣

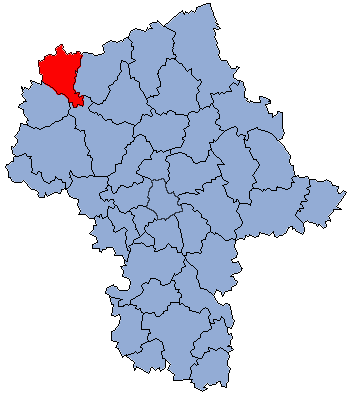

53°4′N 19°54′E / 53.067°N 19.900°E
茹羅明縣（波蘭語：Powiat żuromiński），是波蘭的縣份，位於該國中東部，由馬佐夫舍省負責管轄，首府設於茹羅明，面積805平方公里，2006年人口40,078，人口密度每平方公里50人。